# Tir aux Jeux olympiques de la jeunesse de 2014
Navigation
Édition précédente Édition suivante
Les épreuves de tir aux jeux olympiques de la jeunesse d'été de 2014 ont lieu au Fangshan Sports Training Base de Nankin, en Chine, du 17 au 22 août 2014.

## Podiums
| Compétitions                                | Or                                 | Argent                       | Bronze                              |
| ------------------------------------------- | ---------------------------------- | ---------------------------- | ----------------------------------- |
| Pistolet à air comprimé 10 m garçons        | Pavlo Korostylov                   | Kim Cheongyong               | Edouard Dortomb                     |
| Carabine à air comprimé 10 m garçons        | Yang Haoran                        | Hrachik Babayan              | István Péni                         |
| Pistolet à air comprimé 10 m filles         | Agata Nowak                        | Margarita Lomova             | Kim Min-jung                        |
| Carabine à air comprimé 10 m filles         | Sarah Hornung                      | Martina Lindsay Veloso       | Julia Budde                         |
| Pistolet à air comprimé 10 m équipes mixtes | Lidia Nencheva Vladimir Svechnikov | Teh Xiu Yi Ahmed Mohamed     | Agate Rasmane Wilmar Madrid         |
| Carabine à air comprimé 10 m équipes mixtes | Hadir Mekhimar István Péni         | Fernanda Russo Santos Valdés | Viktoriya Sukhorukova Shao-Chuan Lu |